# Protestes de Gràcia de 2016
Les protestes de Gràcia de 2016 són un seguit de manifestacions i aldarulls, provocats a conseqüència del desallotjament del Banc expropiat, llançament, executat per part dels Mossos d'Esquadra, d'una antiga sucursal bancària de CatalunyaCaixa ocupada des del 2011. El desallotjament es va realitzar el matí del 23 de maig de 2016, organitzant-se diverses manifestacions favorables a l'espai autogestionat al llarg del dia, i que van acabar amb una gran manifestació al vespre, que desembocà en enfrontaments entre els cossos policials i els manifestants. Durant els següents dies diversos col·lectius van intentar infructuosament tornar a ocupar l'edifici.

## Cronologia

### Antecedents
El 22 d'octubre de 2011, quan s'acabava una manifestació en contra del desallotjament de 4 habitatges al barri barceloní de La Salut, un grup de manifestants va ocupar una sucursal bancària de CatalunyaCaixa situada a Travessera de Gràcia. Dies més tard, entre 30 i 40 persones van començar a treballar per definir-hi un projecte d'equipament, adequant les instal·lacions i situar-lo políticament, batejant el local amb el nom de Banc Expropiat. Poc després, i en el marc de la descentralització del moviment 15-M als barris, l'Assemblea de la Vila de Gràcia (AVdG) va decidir traslladar-se al Banc Expropiat temporalment, decisió que finalment es faria definitiva.
El propietari de l'immoble, CatalunyaCaixa, no va fer arribar la demanda civil als ocupants perquè desallotgessin l'edifici fins al maig de 2013. L'enfrontament legal entre les dues parts va contenir diversos litigis. El conflicte va escalar fins al punt que, en el transcurs d'una manifestació en suport del Banc Expropiat, es va ocupar una segona oficina bancària, anomenada Tres Lliris, i que fou desallotjada el novembre de 2015. Davant les dificultats, finalment l'entitat bancària va decidir vendre la finca a l'empresari Manuel Bravo Solano qui prosseguí amb les intencions de desallotjar als ocupants.
El 2015, no obstant això, l'aleshores alcalde de Barcelona, el convergent Xavier Trias, va arribar a un acord amb el propietari, segons el qual l'ajuntament pagaria un lloguer de 65.500 euros anuals per evitar el desallotjament dels okupes, estalviant-se així un nou cas com el del desallotjament de Can Vies i les protestes posteriors en any d'eleccions a l'alcaldia. Finalment, però, i després del canvi de govern municipal sorgit de les Eleccions municipals espanyoles de 2015, l'alcaldessa Ada Colau, després de consultar-ho amb els gestors de l'espai, que no volien que se seguís pagant amb diners públics a un banquer, va deixar de pagar el lloguer el gener de 2016, obrint la porta a un desallotjament posterior.
El desallotjament, finalment, es va realitzar el dilluns 23 de maig de 2016. Quan passaven cinc minuts d'un quart de deu del matí, una quinzena de furgonetes de la Brigada Mòbil dels Mossos d'Esquadra va desplaçar-se a la Travessera de Gràcia, començant el desallotjament del Banc Expropiat poc després. Els ocupants van publicitar l'acció policial a través de les xarxes socials, exhortant tothom a concentrar-se a la plaça de la Revolució del barri. Els okupes que es trobaven dins del Banc en aquell moment, van intentar evitar el desallotjament mitjançant accions de resistència passiva.
L'actuació dels Mossos d'Esquadra es va allargar durant 8 hores, principalment perquè dos dels okupes es van tancar a la caixa forta de l'antiga sucursal bancària, on es van encadenar en bidons de ciment. Finalment, a les 18.00 va acabar l'operatiu, moment en què es van posar planxes de ferro a les vidrieres del lateral del local, al carrer Mare de Déu dels Desemparats.

### Moviments de protesta

#### 23 de maig

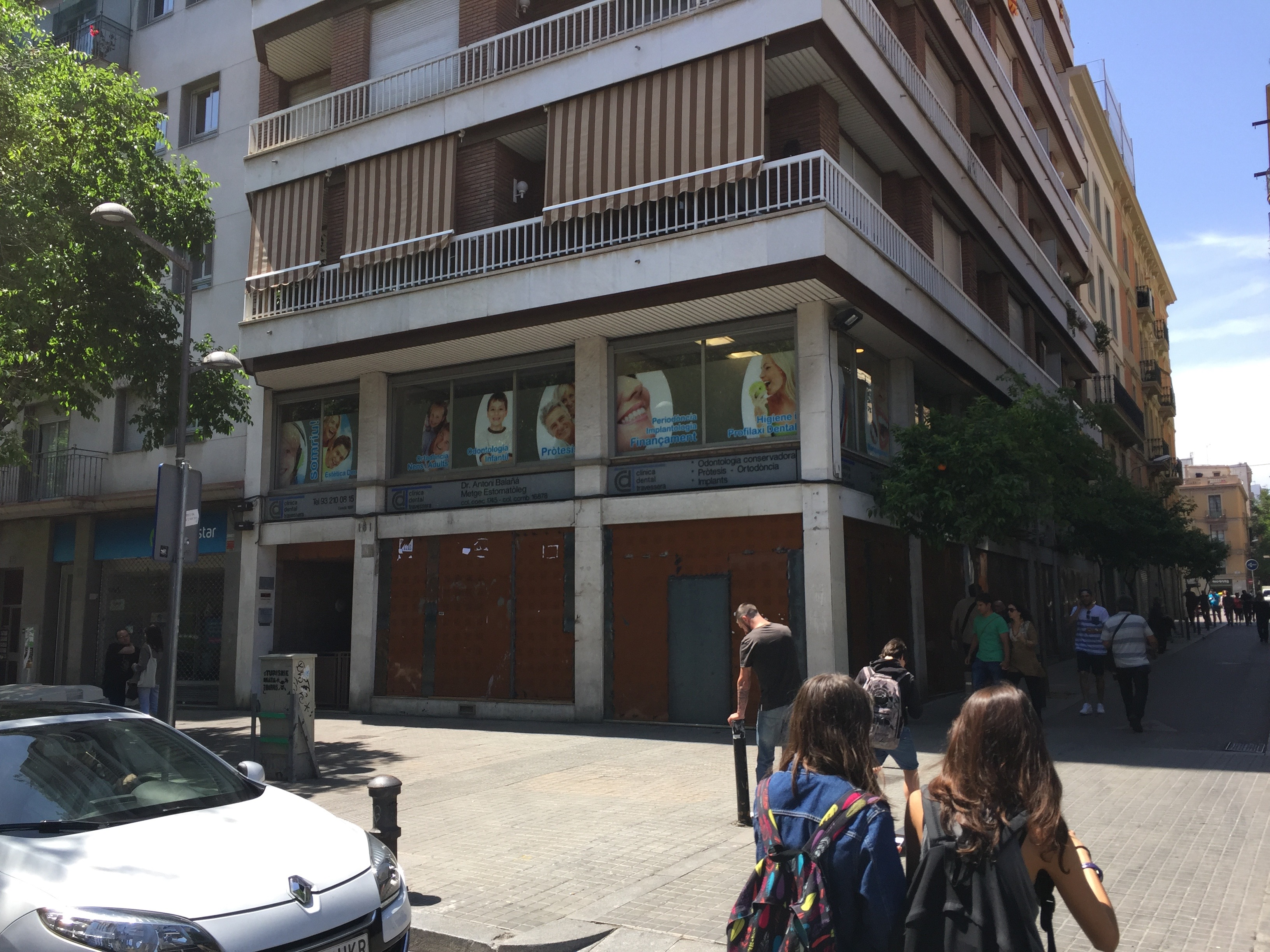
Banc Expropiat

A causa del desallotjament, es va convocar una manifestació a les 8 del vespre a la plaça de la Revolució, que va començar amb gairebé una hora de retard, per mostrar el rebuig a l'acció policial. Al voltant de 1.800 persones es van aplegar a l'indret, seguint la marxa pel carrer Torrijos, en direcció a la plaça del Diamant. Durant el recorregut, els manifestants van cridar consignes com "Amb caputxa o sense, el banc es defensa", "Vergonya em faria ser policia" o "Avui com ahir, la lluita és l'únic camí". A l'altura del carrer Torrent de l'Olla, alguns dels manifestants van trencar vidres d'entitats bancàries. En arribar a l'alçada del Banc Expropiat, els manifestants van intentar retirar les planxes de ferro de l'entrada principal amb serres radials, però fou aleshores quan els antidisturbis dels Mossos d'Esquadra van carregar contra la manifestació.
A partir de les 22:15, segons els Mossos d'Esquadra, un grup de manifestants va començar a cremar contenidors, trencar mobiliari i fer barricades, per impedir el pas de les furgonetes de la policia catalana. Mentre els bombers intentaven arribar als diversos focs, les unitats policials intentaven dispersar els manifestants. Segons un recompte provisional, es va verificar que s'havien cremat contenidors, una furgoneta de l'empresa de neteja municipal BCNeta, i s'havien tirat a terra motocicletes, a més de bolcar-se un cotxe. També s'havien saquejat diversos comerços, com un quiosc, unes botigues i una oficina de CatalunyaCaixa, i hi havia diversos ferits, entre manifestants i policies. Per tal de dispersar els manifestants, els Mossos utilitzaren, entre d'altres, projectils de foam, fet que va aixecar diverses veus crítiques.

#### 24 de maig
Més de 300 manifestants es van concentrar seguint diverses marxes protesta en contra del desallotjament i en contra, també, de la "violència policial" ocorreguda en la dissolució de les protestes dels passats dies. Cap a les 21:30 de la nit els manifestants trencaren la tanca de metall que hi havia tapiant el Banc Expropiat i entraren de nou a l'edifici. Aquest fet comportà diverses càrregues policials al llarg del barri de Gràcia. Prop de les 22:30 la manifestació es dissolgué en diversos grups mentre que els Mossos d'Esquadra romangueren davant del Banc Expropiat. Les forces policials tallaren les vies des de travessera de Gràcia fins a plaça de la Revolució aconseguint dispersar la multitud. La nit del mateix 24 de maig, també, es convocaren protestes als barris de Sants, Sarrià, el Raval, Sant Andreu, Sant Antoni i a les diverses poblacions de Cornellà, Manresa i Tarragona.

#### 25 de maig
Es convocà una nova manifestació a les 21:00 a la plaça de la Revolució. Diversos grups de manifestants sortiren de diversos barris de la ciutat, per unir-se tots a les 21:00 a la mateixa plaça. L'alcaldessa Ada Colau s'oferí a dialogar de nou per trobar un local alternatiu per als col·lectius i demanà que s'aturessin les "destrosses".

#### 29 de maig
A partir de les 10 del matí es van iniciar activitats a la plaça de la Revolució així com concentracions als carrers al voltant de l'edifici desallotjat. Al migdia les tensions van desencadenar en càrregues policials causant una quinzena de ferits segons el Banc Expropiat i set agents ferits compatibilitzats pels Mossos d'Esquadra. A la tarda es van repetir les mobilitzacions i un grup de persones va passar la nit davant del local.